# پلوی‌یروی
پُلْوی‌یَرْوی (به فنلاندی: Polvijärvi) یک منطقهٔ مسکونی در فنلاند است که در کارلیای شمالی واقع شده‌است.